# Calc602
Calc602 je tabulkový procesor vyvíjený firmou Software602 mezi lety 1992 (verze 1.00) a 1995 (verze 1.52). Jedná se o program pro operační systém DOS. Později byl nahrazen programem 602 Tab, který se objevil jako součást balíku 602PC Suite pro systém Microsoft Windows.

## Uživatelské rozhraní
Calc602 je podobný vzhledem a stylem uživatelovy práce mnoha jiným tabulkovým procesorům (Quattro Pro, Microsoft Excel apod.). Dokument je svisle i podélně rozdělen na tzv. buňky. Každá buňka je pojmenována pomocí souřadnic, ve vertikálním směru číselně (maximálně 16.384 buněk), v horizontálním směru písmeny (A až Z a dále AA až IV) – dokument tedy může obsahovat až 4.259.840 vyplněných buněk (Calc602 neumožňuje vložit do jednoho dokumentu více listů, jak je obvyklé např. v programu Microsoft Excel). Do jednotlivých buněk vkládá uživatel číselné či textové údaje nebo vzorce, které na základě funkcí a odkazů na jiné buňky zobrazují vypočítanou hodnotu.

## Podporované formáty
Calc602 nativně pracuje s vlastním formátem TC6. Umí však otevřít i ukládat soubory ve formátech WK1 a WKS (Lotus 1-2-3), WQ1 (Quattro Pro), databázové tabulky ve formátu DBF a dokumenty vytvořené v programu Text602. Graf lze uložit samostatně ve vlastním formátu GC6, makra jsou ukládána jako obyčejné textové soubory s příponou MC6.
Speciálním formátem je „projekt“ (přípona PC6), který obsahuje informaci o všech současně otevřených souborech, jejich rozmístění na obrazovce, makrech nahraných do paměti atd., což do jisté míry vyrovnává absenci více listů v jednom dokumentu.

## Funkce a datové typy
Calc602 umožňuje vkládat do vzorců funkce matematické, statistické, databázové, textové, logické, finanční, funkce pro práci s datem a časem, funkce pro konverzi typů a několik dalších, nezařazených.
Program rozlišuje datové typy text, číslo, logická hodnota, datum a čas, chyba a prázdná hodnota (ekvivalent NULL)

## Formátování
Možnosti formátování obsahu buněk jsou zhruba stejné jako v programu Text602 – je k dispozici jediný font ve variantách standard, kurzíva, tučné nebo vysoké písmo. Změnit barvu písma nebo buňky není možné s výjimkou šrafování buňky, prezentovaného jako šedé písmo. Buňky je možné zvýraznit ohraničením.

## Grafy
Hodnoty buněk (ať už pevně vložené nebo vypočítané) může uživatel zobrazit ve formě grafu, přičemž je k dispozici mnoho typů v dvojrozměrném i trojrozměrném provedení.

## Makrojazyk
Na rozdíl od mnoha jiných tabulkových procesorů té doby obsahoval Calc602 rozsáhlý makrojazyk, který umožňoval naprostou kontrolu nad obsahem a chováním dokumentu i celého Calc602. Kromě příkazů a funkcí nechyběly řídící struktury (např. if, for, while), práce s proměnnými a další.

## Jak pracovat se soubory vytvořenými v programu C602
Při potřebě práce se soubory pocházejícími z tohoto programu lze v roce 2020 například využít k jeho spuštění emulátory DOSu, program Manažer M602 obsahoval možnost prohlížení jejich obsahu. Cestou k jejich převodu do aktuálně používaných formátů by bylo také použití balíku programů 602PC Suite, ten se ale přestal prodávat v roce 2004.